# Hisao Kuramata
Hisao Kuramata (倉又 寿雄 Kuramata Hisao?, nacido el 1 de diciembre de 1958 en Saitama) es un exfutbolista y actual entrenador,japonés que se desempeñaba como defensa.

## Clubes

### Como futbolista
| Club | País  | Año         |
| ---- | ----- | ----------- |
| NKK  | Japón | 1981 - 1992 |

### Como entrenador
| Club     | País  | Año  |
| -------- | ----- | ---- |
| FC Tokyo | Japón | 2006 |